# Виа Аквитания
Виа Аквитания (на латински: Via Aquitania) е римски път в римската провинция Южна Галия, който води от Нарбона (Colonia Narbo Martius), през Каркасон (Carcaso) и Тулуза (Tolosa) до Бордо (Burdigala) на Атлантическия океан.
Дълъг е 400 километра.
Строежът започва през 118 пр.н.е. по вече съществуващите търговски пътища заедно с Виа Домиция и основаването на град Нарбона, в който двата пътя се свързват.
Днес по пътя минава френския национален път RN 113.